# مؤنس الأحبة في أخبار جربة (كتاب)

غلاف مؤنس الأحبة في أخبار جربة

مؤنس الأحبة في أخبار جربة هو كتاب في تاريخ جزيرة جربة من تأليف محمد أبو راس الجربي، وقد قام بتحقيقه محمد المرزوقي، وقدم له حسن حسني عبد الوهاب.

## المؤلف
هو محمد أبو راس، ويرى المرزوقي أنه من مواليد الجزيرة حوالي 1191 هـ  أما من ناحية الثقافة فهو لا يتجاوز الكتاب والاطلاع على بعض  الكتب الدينية والتاريخية. وأنه ألف كتابه 1211 هـ وربما كان حيا حوالي 1223 هـ.

## عموميات
اعتمد محمد المرزوقي في تحقيقه لهذا الكتاب على مخطوطتين وجدت إحداهما بالمكتبة الخلدونية والأخرى بالمكتبة الزيتونية وتقع الأولى في 26 صفحة وهي مؤرخة بعام 1301 هـ، وقد كتب أصلها قبل النسخة الثانية بإحدى عشرة سنة. أما النسخة الثانية فبها 44 صفحة وقد كتبها المؤلف عام 1222 هـ، وتاريخ نسخها 1271 هـ. صدر هذا الكتاب عن المعهد القومي للآثار والفنون بتونس عام 1960 في 205 صفحة من القطع المتوسط.

## المحتوى
يندرج هذا الكتاب في مبحث التاريخ المحلي، وقد كتبه أحد أبناء الجزيرة وهو محمد أبو راس. اهتم فيه بأخبارها في شتى النواحي الجغرافية والتاريخية والسياسية والحربية مع تراجم بعض المشهورين من أبنائها مؤنس الأحبة في أخبار جربة،  وقد قسمه مؤلفه إلى مقدمة وثلاثة أبواب. وقد استغرقت المقدمة نصف الكتاب غير أنها لا تمت للجزيرة بصلة مباشرة حيث أورد فيها المؤلف تواريخ تولية ووفاة أو عزل جميغ حكام الدول الإسلامية إلى عهده أي إلى عهد حمودة باشا. أما الباب الأول فيحتوي على وصف جغرافي لجربة وما فيها من معالم قديمة وتربتها وأسواقها ومزاراتها وحصونها. وقام في الباب الثاني بالتعريف بإثني عشر من أبناء جربة المشهورين من العلماء والمشايخ ومن بينهم أبو مسرور وإسماعيل الجيطالي والشيخ قاسم الجناوني والشيخ سليمان اليونسي والشيخ سليمان الحيلاتي والشيخ داود التلاتي والشيخ إبراهيم الجمني... وخصص الباب الثالث لمعالم جربة الدينية والأثرية. وجعل الباب الرابع للأحداث السياسية من عام 529 هـ إلى عام 1222 هـ أي من أواخر العهد الصنهاجي إلى تولي القائد حميدة عياد على الجزيرة. وقد وضع المروقي للكتاب فهارس للأعلام، ولأسماء القبائل والطوائف، ولأسماء البلدان والأماكن والمعالم، ولأسماء الكتب، وللمراجع والمصادر، بما يسهل استعمال هذا المصدر الهام في التاريخ المحلي.

## إشارات مرجعية
1. ↑  محمد أبو راس الجربي، مؤنس الأحبة في أخبار جربة، تونس 1960، ص 26- و28
2. ↑  المصدر نفسه، ص 28
3. ↑  نفس المصدر، ص 11 من مقدمة حسن حسني عبد الوهاب